# The Oath - Il giuramento
The Oath - Il giuramento (Eiðurinn) è un film del 2016 diretto Baltasar Kormákur.
Il regista è anche sceneggiatore, produttore e interprete principale del film, un cupo thriller ambientato, girato e prodotto interamente in Islanda.

## Trama
Finnur è un rispettato chirurgo che conduce una vita tranquilla in un pacifico sobborgo di Reykjavík.
Al funerale del padre, la figlia Anna, da poco andata a vivere da sola in città, si presenta inspiegabilmente in ritardo per poi scappare subito dopo insieme ad un tale che desta qualche perplessità. Finnur si preoccupa per la figlia che ha lasciato gli studi e che patisce anche il distacco dalla madre, ora negli Stati Uniti, non avendo mai legato con la nuova giovane compagna di lui cui la unisce solo l'affetto verso la sorellina che le ha dato, Hrefna.
Un episodio eclatante fa emergere lo stato di tossicodipendenza di Anna e a Finnur appare evidente quanto sia nefasta l'influenza del suo compagno Óttar. La ragazza rifiuta l'assistenza medica e l'aiuto del padre che però comincia a seguirla con l'intento di capire quanto meno chi e come le procuri la droga. Si scopre così immediatamente che lo stesso Óttar è uno spacciatore ma è sconfortante quanto poco si possa fare per fermare legalmente traffici dei quali tutti sono a conoscenza. Neanche il ritrovamento in casa di Óttar di un grande quantitativo di droga ne permette l'arresto, perché la denuncia anonima e il portone forzato possono configurare una trappola. Questa mossa azzardata di Finnur non libera Anna da Óttar che anzi ora gli piomba a casa, lo minaccia, lo picchia e gli chiede di rimborsargli l'ingente cifra corrispondente alla droga sequestratagli dalla polizia.
Ormai i due giocano allo scoperto, con sullo sfondo la fragile Anna che è ignara del duello che si sta compiendo tra la persona che lei ama, ma che la sfrutta, e il padre, che lei vede come un ostacolo al suo amore, ma che lotta per salvarla da chi la sta rovinando.
Finnur, dopo aver consegnato parte del denaro richiesto, ulteriormente minacciato e provocato, pianifica freddamente il rapimento di Óttar. Una volta catturato, vorrebbe spaventarlo e costringerlo a lasciare il paese, ma le cose si complicano e dopo averne frenato la fuga, lo colpisce fino a tramortirlo. Dal nascondiglio lo porta poi fin nei pressi dell'ospedale dove inscena un salvataggio nel quale "casualmente" è lui stesso a soccorrerlo ma, nonostante gli sforzi, non riesce ad evitarne la morte.
Il piano quasi perfetto non inganna la polizia che presto individua l'insospettabile chirurgo come responsabile di sequestro e di omicidio e, anche in mancanza di prove, è pronta ad incastrarlo. L'insistenza della polizia apre gli occhi anche ai familiari, inizialmente increduli. Anna, in particolare, disprezza il padre sopra ogni cosa ma intanto comincia un programma di disintossicazione.

## Produzione
Girato interamente in Islanda, tra Reykjavík e la valle di Lundarreykjadalur.

## Distribuzione
Il film è stato distribuito in Islanda il 9 settembre 2016.
Tra il 2016 e 2017 è stato in seguito proiettato in molti festival cinematografici: Toronto International Film Festival, Festival internazionale del cinema di San Sebastián, Busan International Film Festival, Chicago International Film Festival, Philadelphia Film Festival, Dubai International Film Festival, Les Arcs International Film Festival, Palm Springs International Film Festival, Seattle International Film Festival, Edinburgh International Film Festival.
In Italia è stato proiettato al Noir in Festival il 9 dicembre 2016.